# Sinodolichos
Sinodolichos es un género de plantas con flores con dos especies perteneciente a la familia Fabaceae.

## Especies
- Sinodolichos lagopus
- Sinodolichos oxyphyllus